# Tula: The Revolt
Tula: The Revolt is een historisch filmdrama dat op 24 juni 2013 in première ging. De film werd geregisseerd door Jeroen Leinders met co-regie (second unit director) door Quirijn Dalen Meurs op een script dat Leinders schreef met Curtis Holt Hawkins.
Enkele hoofdrolspelers zijn Obi Abili als Tula, Jeroen Krabbé als gouverneur Johannes de Veer en Jeroen Willems als plantage-eigenaar Casper Lodewijk van Uytrecht. Het was de laatste film van Willems die een half jaar voor de première aan een hartstilstand overleed. Voor de film werd internationaal gecast.

## Verhaal
De film speelt zich af in 1795 op Curaçao, in een tijd dat het onder het bewind staat van de Republiek der Zeven Verenigde Nederlanden. Het hoofdpersonage is de slaafgemaakte Tula. Hij komt in opstand tegen de ellendige leefomstandigheden en leidt rond de twaalfhonderd slaafgemaakten tijdens de grootste slavenopstand van Curaçao. De Franse Revolutie vond zes jaar eerder plaats en de leus vrijheid, gelijkheid en broederschap is onder de slaafgemaakten bekend.
Gouverneur Johannes de Veer (Jeroen Krabbé) slaat de opstand neer en rond de honderd slaafgemaakten en een handvol soldaten komen om. Tula wordt uit eigen kring verraden en de opstandelingen geven zich over. Hij en de andere leiders worden gemarteld en vervolgens geëxecuteerd.
Volgens recensent Jos van der Burg van de Filmkrant doet de debuterende speelfilmregisseur met deze film "een ambitieuze poging om het Nederlandse geheugen op te frissen", maar is het verhaal wel gesimplificeerd en te rechtlijnig: "Er waren ook zwarte plantagehouders die slaven in dienst hadden. Ook werden niet alle slaven meedogenloos uitgebuit. Volgens sommige overleveringen waren vrije arme blanken er soms slechter aan toe dan slaven."

## Rolverdeling
- Obi Abili als Tula
- Giovanni Abath als Bastiaan Carpata
- Danny Glover als Shinishi
- Jeroen Krabbé als gouverneur Johannes de Veer
- Jeroen Willems als plantage-eigenaar Casper Lodewijk van Uytrecht
- Derek de Lint als baron Van Westerholt
- Natalie Simpson als Speranza
- Paul Bazely als Louis
- Deobia Oparei als Hacha
- Aden Gillett als pater Jacobus Schink
- Doña Croll als Old Mama Pretu
- Henriëtte Tol als Mw. Lesire
- Mattijn Hartemink als luitenant Plechter
- Germain Pardo als Jantji
- Hazel Sparen als Pedro
- Christiaan van der Wal als Paradis
- Egidio Antonisia als Chifla
- Wes Mutsaars als patrouillecommandant

## Prijzen
- Grand Jury Prize (2013) tijdens de London Film Awards[5]
- Beste film (2014) tijdens de San Diego Black Film Festival[6]
- Beste hoofdrolspeler (2014) tijdens de San Diego Black Film Festival[6]